# Archaeorrhynchus tenuicornis
Archaeorrhynchus tenuicornis is een keversoort uit de familie bastaardsnuitkevers (Nemonychidae). De wetenschappelijke naam van de soort werd in 1926 gepubliceerd door Martynov.